# Nemico

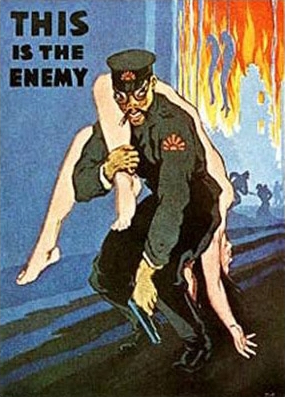
Rappresentazione di propaganda in tempo di guerra di un nemico

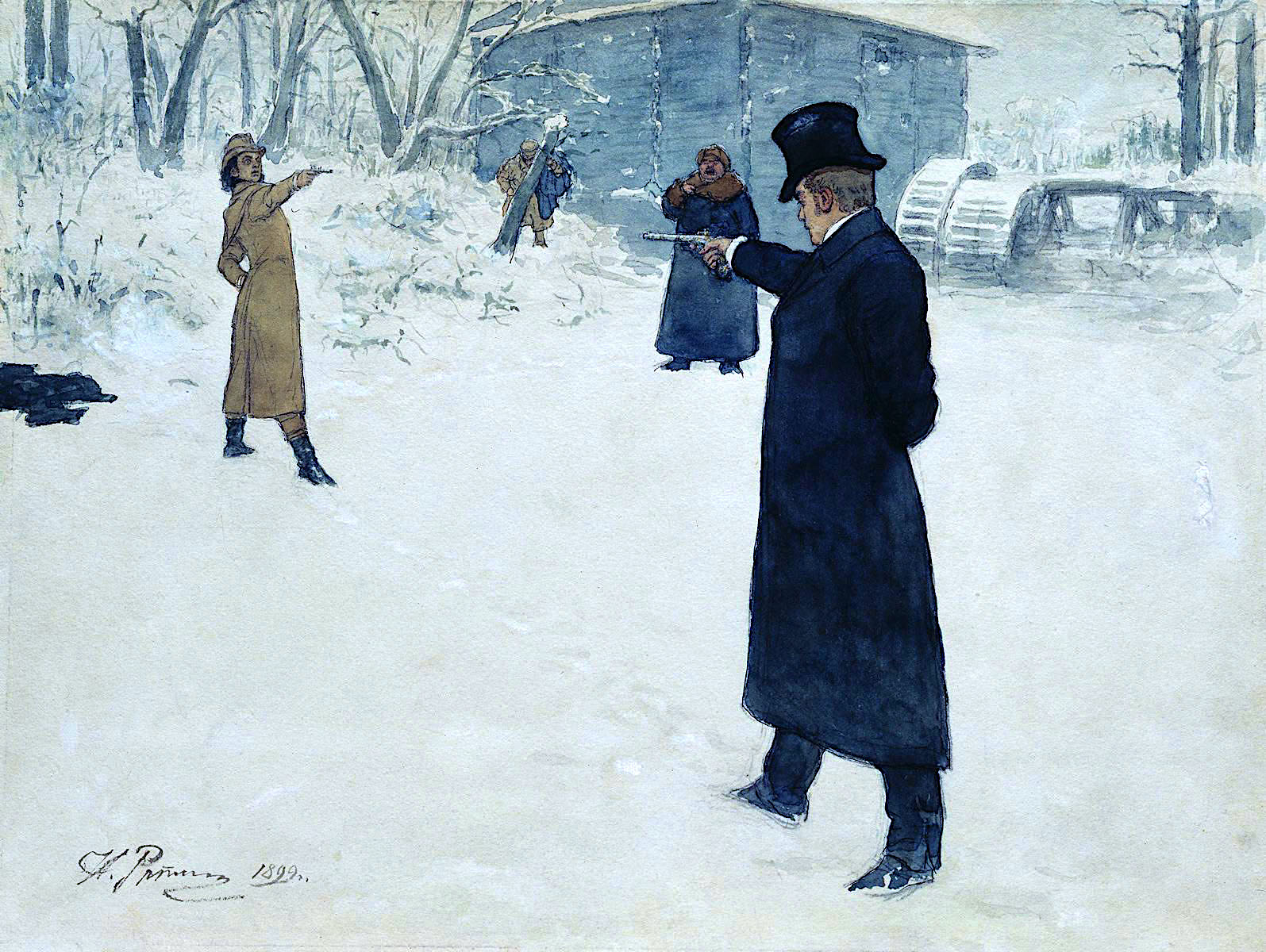
Duello tra due nemici

Un nemico è un individuo o un gruppo che viene percepito come fortemente avverso o minaccioso. È stato osservato che il concetto di  nemico è "basilare sia per gli individui che per le comunità", in quanto serve alla funzione sociale di designare una particolare entità come una minaccia, invocando così un'intensa risposta emotiva a quell'entità. Lo stato di essere o di avere un nemico è l'inimicizia.

## Terminologia
Il termine "nemico" deriva dal latino inimicus, "cattivo amico". "Nemico" è una parola forte, e "le emozioni associate al nemico includono rabbia, odio, frustrazione, invidia, gelosia, paura, sfiducia e forse un rispetto rancoroso". Come concetto politico, è probabile che un nemico sia identificato con odio, violenza, battaglia e guerra. L'opposto di un nemico è un amico o un alleato. Poiché il termine "nemico" è un po' bellicoso e militarista da usare nella società educata, i sostituti informali sono più spesso usati. Spesso i termini sostituiti diventano peggiorativi nel contesto in cui vengono utilizzati. In ogni caso, la designazione di un "nemico" esiste unicamente per indicare lo stato di un particolare gruppo di persone come una minaccia e per propagare questa designazione all'interno del contesto locale. I termini sostituti per nemico spesso vanno oltre per identificare in modo significativo un gruppo conosciuto come nemico, e per peggiorare l'identificazione. Un governo può cercare di rappresentare una persona o un gruppo come una minaccia per il bene pubblico designando quella persona o gruppo come un nemico pubblico.
La caratterizzazione di un individuo o di un gruppo come un nemico si chiama demonizzazione. La propagazione della demonizzazione è un aspetto importante della propaganda. Un "nemico" può anche essere concettuale; usato per descrivere fenomeni impersonali come la malattia e una miriade di altre cose. In teologia, "il Nemico" è tipicamente riservato a rappresentare una divinità malvagia, diavolo o un demone. Ad esempio, "nella mitologia irochese, il Sole e la Luna, come dio e dea del Giorno e della Notte, avevano acquisito i caratteri del grande amico e nemico dell'uomo, la Divinità del Bene e del Male". Al contrario, alcune religioni descrivono un Dio monoteista come un nemico; per esempio, in 1 Samuele 28:16, lo spirito di Samuele dice a un disubbidiente Saul: "Perché dunque chiedi di me, vedendo che il Signore è partito da te ed è diventato il tuo nemico?"
Generalmente, il contrario di nemico è un amico o alleato. Nella lingua inglese è stato coniato il termine frenemy, per catturare il senso di una relazione in cui le parti sono alleate per alcuni scopi e in conflitto tra loro per altri scopi.

## Nelle scienze sociali
L'esistenza o l'esistenza percepita di un nemico collettivo tende ad aumentare la coesione del gruppo. Tuttavia, l'identificazione e il trattamento di altre entità come nemici può essere irrazionale e un segno di una disfunzione psicologica. Ad esempio, la polarizzazione di gruppo può essere trasformata in pensiero di gruppo, il che può portare i membri del gruppo a percepire non membri o altri gruppi come nemici anche laddove gli altri non presentano né antagonismo né una minaccia reale. La schizofrenia paranoide è caratterizzata dalla convinzione irrazionale che altre persone, che vanno dai familiari e dai conoscenti personali alle celebrità viste in televisione, siano nemici personali che procurano danni a chi ne soffre. Gli approcci irrazionali possono estendersi al trattamento dei fenomeni impersonali non solo come nemici concettuali, ma come attori senzienti intenzionalmente portando conflitti al sofferente.
Il concetto del nemico è ben trattato nel campo degli studi sulla pace e sul conflitto. Negli studi di pace, i nemici sono quelle entità che sono percepite come frustranti o che impediscono il raggiungimento di un obiettivo. Il nemico potrebbe anche non sapere di essere considerato come tale, poiché il concetto è unilaterale.
Quindi, per raggiungere la pace, è necessario eliminare la minaccia. Questo può essere ottenuto da:
- distruzione il nemico
- cambiamento della percezione di un'entità come nemica
- raggiungimento dell'obiettivo impedito dal nemico.

Ciò significa che è spesso possibile risolvere i conflitti (per eliminare la causa del conflitto) ridefinendo gli obiettivi in modo tale che la frustrazione (non la persona) sia eliminata o rinegoziata.

### Nella sociologia politica
"Il nemico", come l'oggetto della rabbia sociale o della repulsione, è stato utilizzato nel corso della storia come strumento di propaganda, per focalizzare la paura e l'ansia all'interno di una società verso un particolare obiettivo. L'obiettivo è spesso generale, come con un gruppo etnico o una razza di persone, oppure può anche essere un obiettivo concettuale, come con un'ideologia che caratterizza un particolare gruppo. 
All'interno dello Stato moderno europeo il dogma della unitarietà della Nazione prevalse sul punto di equilibrio del cuius regio, eius religio (conseguito dopo le guerre di religione con la pace di Westfalia): già nel Reich tedesco "la teleologia retrospettiva che sembrava giustificare tutta la storia prussiana e la rischiosa strategia del conflitto di Bismarck nei primi anni Sessanta, portò ad un periodo di delegittimazione interna dell’apparente «nemico interno» (Reichsfeinde) che ebbe inizio subito dopo la guerra" franco-prussiana.
Il Novecento estese questa visione del nemico anche agli altri Stati-nazione e, in Italia, si produsse sin dalla polemica contro coloro che si dichiaravano contrari alla guerra di Libia. I totalitarismi degli anni Trenta enfatizzarono questa visione in Germania ed in Unione sovietica.
Durante la Guerra Fredda, i termini "comunisti" o "rossi" sono stati ritenuti, nella società americana e occidentale, come "il nemico", e il significato dei due termini potrebbe essere estremamente peggiorativo, a seconda del contesto politico, dell'umore o dello stato di paura e agitazione all'interno della società in quel momento.

## In letteratura
Nella letteratura, le storie sono spesso sviluppate presentando un personaggio primario, il protagonista, che supera degli ostacoli presentati da un antagonista raffigurato come un nemico personale del protagonista. Le narrazioni spesso presentano l'eroe che combatte contro un acerrimo nemico le cui capacità corrispondono o superano quelle dell'eroe, stabilendo in tal modo una tensione sul fatto che l'eroe sarà in grado di sconfiggere questo nemico. Il nemico può essere mostrato come un personaggio malvagio che progetta di fare del male a degli innocenti, in modo che il lettore si schierino con il protagonista nella necessità di combattere il nemico.